# Зачепљење носа
Зачепљење носа или носна опструкција је блокада у носној шупљини, која се манифестује као осећај недовољног протока ваздуха кроз нос. Зачепљење носа може бити кардинални симптом многих уобичајених болести као што су алергијски и инфективни ринитис, синузитис, крива носна преграда, аденоидна хипертрофија, ринолити, тумори полипи трауме носа итд.

## Релевантна анатомија
Нос се може анатомски поделити на спољашњи нос, који је изграђен од коштаног хрскавичавог ткива и носне шупљине. Спољашња анатомија носа се најбоље може посматрати по структуралним трећинама: 
Горња трећина — грађена је од кости носне шупљине и кости горњег дела чељусне кости (горњи наставак чеоне кости) које формирају великих коштана отвор носа (lat. aperatura piriformis). 
Средња трећина — примарно је грађен од хрскавице и масног ткива 
Доња трећина носа  — грађена је од мекше хрскавица и масног ткива. У овој трећини носнице су окружене прстенастим хрскавичним ткивом у облику слова „С” која се назива завијена или аларна хрскавица. Аларна хрскавица служи као потпора завршетку носа и зато има посебан значај за естетику носа.
Са функционалног становишта, доња и средња трећина носа играју улогу носне валвуле, коју граде руб триангуларне хрскавице и одговарајући део септума. Спољна носна валвула је бочно дефинисана носним крилцем а медијално септумом, док је унутрашња валвула дефинисана спојем горње латералне хрскавице за септум, који формира угао од око 15°. Грађа унутар носне валвуле омогућава да се медијалном или латералном деформацијом  понаша као вентил који регулише проток ваздуха кроз носну шупљину. У складу са положајем унутрашње валвуле, највећа брзина струјања ваздуха јавља се управо између доњег и средњег носног ходника.

## Општа разматрања
Нос, као неопходан део тела у процесу дисања, изузетно је важан за живот човека. Правилан рад носа и носне шупљине предуслов је за нормалан процес дисања, па самим тим и друге процесе неопходне за здраво функционисање организма.
Током процеса дисања, било удисаја  или издисаја, нос и носне шупљине директно утичу на облик струјања ваздуха који се формира дисањем, и зато облик струјања ваздуха зависи од геометрије носа која се разликује од особе до особе, као и од функционалног и органског стања носних шупљина.
Тешко дисање кроз зачепљену једну или обе носницнице изазвана разлитим аномалијама, узрокује честе запаљењске процесе у синусима и поремећај у раду Еустахијеве тубе, што може довести до упале уха и инфекције горњег и доњег респираторног тракта. Зато не изненађује што тегобе изазване зачепљењем носа, попут ринитиса, синузитиса, катара Еустахијеве тубе и друге, спадају међу најчешћи разлог за посете болесника клиничарима примарне здравене заштите, оториноларинголозима и алерголозима. 
Иако неки клиничари сматрају зачепљење носа као бенигну појаву, јер код већине зачепљења носа опструкција је изазвана због комплексне анатомије носа и параназалних синуса и нарушене физиологије нормалног протока ваздуха кроз функционално измењен нос. Међутим зачепљење носа може бити и клинички знак тежих патолошких промена, које нарушавајући дисање озбиљно угрожавају и рад осталих ткива и органа који су у сталној хипоксији, због смањеног дотока кисеоника.

## Фактори ризика
Фактори ризика за зачепљење носа директно су повезани са етиологијом болести која до њега доводи. Неки од уобичајених фактора ризика за зачепљење носа су:
- атопија слузокоже носа,
- рекурентн синузитис,
- трауме носа,
- операције носа,[6]
- кућни љубимци,
- изложеност лошем квалитету ваздуха,[7]
- породична анамнеза назалне полипозе.[8][9][10]

Зачепљење носа обично прати и многе друге коморбидне болести укључујући астму и друге аутоимуне болести, опструктивну апнеју у сну итд.

## Патогенеза
Патогенеза зачепљење носа може бити повезана са абнормалностима које се јављају у склопуи било које анатомске структуре и функције у носу. Зачепљење носа се генерално може поделити на мукозне и структурне узроке. Носна слузница је сложено ткиво које је подложно локалним и системским оштећењима што доводи до њене упале и отока праћене опструкцијом носни канала.
| Узроци     | Болести |
| ---------- | --- |
| Урођени    | - Атрезија хоана - Енцефалокела - Назални дермоид - Глиома - Тератома - Циста назолакрималног канала - Танка и вијугава кост у носној шупљини обложене мембраном која садржи веома богату залиху крвних судова. - Крива носна преграда - Неонатални ринитис - Васкуларне лезије - Краниофацијални деформитети |
| Анатомски  | - Крива носна преграда - Танка и вијугава кост у носној шупљини обложене мембраном која садржи веома богату залиху крвних судова. - Колапс носног вентила - Конха булоза - Тумор носа / синуса - Носна полипоза - Септална перфорација - Синеххије                                                            |
| Запаљењски | - Алергијски ринитис - Неалергијски ринитис - Риносинузитис, - Медикаментозни ринитис |
| Системски  | - Хипотироидизам - Лекови (антихипертензиви, антидепресиви, антипсихотици, бета-блокатори) - Ринитис у трудноћи (лат. rhinopathia gravidarum) - Вагенерова грануломатоза - Туберкулоза. - Саркоидоза - Риноскерома. - Риноспоридиоза                                                                          |